# Reuteroscopus longirostris
Reuteroscopus longirostris är en insektsart som beskrevs av Knight 1925. Reuteroscopus longirostris ingår i släktet Reuteroscopus och familjen ängsskinnbaggar. Inga underarter finns listade i Catalogue of Life.